# 石毛博史
石毛 博史（いしげ ひろし、1970年7月13日 - ）は、千葉県銚子市出身の元プロ野球選手（投手）、野球指導者。

## 経歴
市立銚子高では、2年生の時、1987年夏に行われた千葉大会準決勝に進むが、東海大浦安高に7回コールドで敗退。秋は県大会準優勝したが、関東大会で初戦敗退。
ドラフト会議前には読売ジャイアンツから打診があったが、結局指名はなく内定していた社会人野球の住友金属鹿島へ進むことを決意するも、城之内邦雄スカウトから接触があり、1988年オフにドラフト外で巨人に入団。

### 巨人時代
肘の故障があったため、専らリリーフ投手として活躍。東京ドームで行われた1990年のジュニア日本選手権で中日ドラゴンズの清水雅治にサヨナラ本塁打を浴びている。1992年、宮田征典投手コーチに「故障で長いイニングは持たないが、連投の効く体質を見出され（本人談）」、藤田元司監督に抑え投手としての適性を見出され、123奪三振、防御率1.32の好成績を収める。
1993年には最高速154km/hの荒れ球のストレート（故障で肘が曲がっていることによる）とフォークボール・スライダーを武器に当時の球団記録となる30セーブを挙げ、最優秀救援投手のタイトルを獲得。1994年にもリーグ最多の19セーブを挙げる（高津臣吾と同数。最優秀救援投手は8勝19セーブを挙げた高津）。
1993年から1994年にかけて、当時の監督であった長嶋茂雄は、セットアッパー橋本清と共に、勝ちパターンのリリーフコンビとしてこの二人を「勝利の方程式」と呼び、この言葉をマスコミの間に広めた。しかし、石毛自身は、1994年頃から橋本との関係で出番が一定しなくなり、自分の中で張りがなくなってきたと述べている。そして、与四球の増加などから登場時に相手チームのファンから歓声が上がるようになっていた。巨人ファンをハラハラさせながらも、最後は抑えることが多かったため「石毛劇場」と呼ばれていた。
1994年10月8日に中日ドラゴンズとの最終戦で優勝を決定した試合では（10.8決戦）、先発要員の斎藤雅樹と桑田真澄をリリーフ登板させ、この二人でリードを保って逃げ切るという継投がとられた（この当時は、先発投手のリリーフ登板は珍しくなかった）。石毛は登板に備えてブルペンで準備をしたものの、出番はなかった。日本シリーズでは西武ライオンズ相手に敵地の第3戦8回裏に登板。自身が招いた無死1・3塁のピンチを無失点で切り抜けて延長戦の末、勝利投手となったものの、最後は桑田のリリーフを仰ぐこととなり「クローザー」としての試合は今シリーズでは皆無だった。それでもこの年は、波乱万丈ながら優勝と日本一に貢献した。
1995年には100セーブポイントを達成するが、前年にも増して救援失敗が目立つようになり、後半はストッパーの座を西山一宇に明け渡す形になった。
1996年、開幕からストッパーの座についていた西山の不調で、変わって石毛と木田優夫がストッパーになったが共に救援失敗が続き、シーズン途中からマリオ・ブリトーが新しいストッパーとして加入すると、リリーフとしての登板機会自体が減っていった。後半なんとか調子を取り戻し日本シリーズでは好投し、自身初となるシリーズ初セーブを記録した。8月20日の横浜戦(東京ドーム)ではリードした八回表の一死から登板し、その裏の打席では西清孝から通算で唯一となるソロ本塁打を打つと、無失点のまま試合終了まで投げ切った。
1997年、近鉄バファローズの石井浩郎が年俸調停を申請。裁定により同選手の受け入れ先が巨人となったため、1月14日にトレードで吉岡雄二と共に近鉄へ移籍することが正式に決まった。

### 近鉄・阪神時代
近鉄移籍1年目、チームには絶対的な抑えとして赤堀元之やこの年1億円プレイヤーにもなったセットアッパーの佐野慈紀の存在があり､また同年投手コーチに新任した小林繁の勧めもあり先発転向となる。先発の駒不足もあり開幕二戦目に先発登板するなど期待はされたが、先発投手としてはスタミナがなく更にコントロールに苦しむ点は変わらず、1997年6月10日の対西武戦では先発で先頭打者から5者連続四球で1アウトも取れずに交代となる。
この時期、上記の巨人からのトレードのことや先発転向失敗をひきずり続けリリーフでも結果が出せず、石毛自身は「今の自分は自分じゃない」と思い続けていたという。2001年シーズンは25試合に登板しリーグ優勝に貢献するも、2002年シーズンは2試合の登板に終わり、10月2日に戦力外通告を受ける。
10月28日阪神タイガースにテスト入団。2003年は中継ぎのキーマンとして活躍。同年チームが優勝したことで、所属全球団で優勝を経験する。球速こそ若干落ちてはいたものの、本来適任だったリリーフにて往年のスタイルを彷彿とさせる投球を見せ、日本シリーズでも登板を果たすなど復活劇を見せる。
日本シリーズに出場したことで石毛は平成の巨人と平成の阪神の両方で日本シリーズに参加した初めての選手となった。
このように所属球団全てが優勝を経験しているため、マスコミから「石毛は優勝請負人である」と報じられたが、石毛はその報道に対し「自分は『優勝請負人』では畏れ多い、『優勝見届け人』ぐらいですよ」と話している。
2005年、昔故障した肘などの状態が悪化、看板としていた球威、キレが急速に衰える。本人はすでに引退を決意していたところ、シーズン終了後の10月5日に戦力外通告を受け、同日に現役引退を表明する。

### 大阪ゴールドビリケーンズ
引退後は柴田佳主也と共に大阪市内のスポーツ用品店に勤務していたが、2009年に関西独立リーグの大阪ゴールドビリケーンズ投手コーチに就任（大阪はシーズン終了後、三重スリーアローズとともにジャパン・フューチャーベースボールリーグを結成）。2010年6月に大阪所属の選手8人が野球賭博に関与していたとして解雇され、翌7月に石毛は現役に復帰した。9月28日の香川オリーブガイナーズ戦（リーグが四国・九州アイランドリーグとの間で実施していた定期交流戦）で勝利投手となる。大阪ゴールドビリケーンズが同年限りで解散したため、このときの現役復帰は約3ヶ月で終了。

### 06BULLS
2011年7月22日、香川オリーブガイナーズ主催で中学3年生を対象とした「香川オリーブガイナーズベースボールアカデミー」の監督に就任することが発表された。
2012年からは、06BULLS（当初は関西独立リーグ (初代)、2014年よりBASEBALL FIRST LEAGUE→関西独立リーグ (2代目)）のコーチを務める。
2016年10月7日、06BULLSからコーチ兼任で投手として選手登録され、6年ぶりに現役復帰した。10月11日の姫路GoToWORLD戦に登板し、打者13人と対戦して被安打4、奪三振2、与四球1の内容で失点2（自責点1）であった。
2017年は、開幕時点では選手登録されていなかった。

### 06退団後
2018年には富山県のバンディッツヤングという少年野球チームの指導者となる。バンディッツヤングでは2012年からコーチなどを務めていた。2018年10月に、バンディッツヤングの上位のクラブチームであるバンディッツベースボールクラブ（2021年より企業登録チーム・IMF BANDITS 富山）監督に就任することが決定した。同月に妻と大阪から富山に移住した。2019年の報道ではチームの練習に参加しており、球速は130km/hは出ると記されている。その後、コーチ登録に変更されている。
2020年6月27日、古巣の巨人とOBスカウトとして契約を締結。富山エリアの有望選手の情報を巨人に提供する役割を担う。

## 詳細情報

### 年度別投手成績
| 年 度      | 球 団      | 登 板 | 先 発 | 完 投 | 完 封 | 無 四 球 | 勝 利 | 敗 戦 | セ 丨 ブ | ホ 丨 ル ド | 勝 率 | 打 者 | 投 球 回 | 被 安 打 | 被 本 塁 打 | 与 四 球 | 敬 遠 | 与 死 球 | 奪 三 振 | 暴 投 | ボ 丨 ク | 失 点 | 自 責 点 | 防 御 率 | W H I P |
| ---------- | ---------- | ----- | ----- | ----- | ----- | -------- | ----- | ----- | -------- | ----------- | ----- | ----- | -------- | -------- | ----------- | -------- | ----- | -------- | -------- | ----- | -------- | ----- | -------- | -------- | ------- |
| 1991       | 巨人       | 23    | 0     | 0     | 0     | 0        | 0     | 1     | 1        | --          | .000  | 163   | 38.2     | 28       | 1           | 20       | 0     | 3        | 43       | 4     | 0        | 13    | 13       | 3.03     | 1.24    |
| 1992       | 巨人       | 52    | 0     | 0     | 0     | 0        | 5     | 3     | 16       | --          | .625  | 357   | 88.1     | 47       | 5           | 51       | 5     | 2        | 123      | 6     | 0        | 16    | 13       | 1.32     | 1.11    |
| 1993       | 巨人       | 48    | 0     | 0     | 0     | 0        | 6     | 5     | 30       | --          | .545  | 279   | 67.0     | 43       | 4           | 37       | 2     | 0        | 85       | 2     | 0        | 23    | 22       | 2.96     | 1.19    |
| 1994       | 巨人       | 45    | 0     | 0     | 0     | 0        | 5     | 4     | 19       | --          | .556  | 221   | 51.2     | 43       | 5           | 28       | 0     | 1        | 53       | 2     | 0        | 18    | 18       | 3.14     | 1.37    |
| 1995       | 巨人       | 38    | 0     | 0     | 0     | 0        | 4     | 3     | 11       | --          | .571  | 213   | 48.2     | 40       | 7           | 34       | 4     | 1        | 40       | 1     | 1        | 23    | 22       | 4.07     | 1.52    |
| 1996       | 巨人       | 23    | 0     | 0     | 0     | 0        | 4     | 1     | 3        | --          | .800  | 154   | 33.1     | 32       | 4           | 24       | 2     | 0        | 28       | 4     | 0        | 15    | 13       | 3.51     | 1.68    |
| 1997       | 近鉄       | 18    | 13    | 0     | 0     | 0        | 4     | 3     | 0        | --          | .571  | 303   | 68.1     | 61       | 6           | 49       | 0     | 0        | 41       | 3     | 0        | 36    | 32       | 4.21     | 1.61    |
| 1998       | 近鉄       | 8     | 4     | 0     | 0     | 0        | 0     | 1     | 0        | --          | .000  | 97    | 18.2     | 24       | 1           | 19       | 0     | 0        | 9        | 2     | 0        | 16    | 15       | 7.23     | 2.30    |
| 1999       | 近鉄       | 28    | 1     | 0     | 0     | 0        | 0     | 2     | 0        | --          | .000  | 232   | 50.2     | 48       | 4           | 32       | 2     | 0        | 50       | 5     | 0        | 27    | 23       | 4.09     | 1.58    |
| 2000       | 近鉄       | 46    | 0     | 0     | 0     | 0        | 2     | 4     | 1        | --          | .333  | 274   | 62.1     | 48       | 6           | 36       | 3     | 3        | 74       | 3     | 0        | 28    | 25       | 3.61     | 1.35    |
| 2001       | 近鉄       | 25    | 0     | 0     | 0     | 0        | 3     | 1     | 2        | --          | .750  | 129   | 30.1     | 27       | 8           | 13       | 0     | 1        | 28       | 0     | 0        | 17    | 17       | 5.04     | 1.32    |
| 2002       | 近鉄       | 2     | 0     | 0     | 0     | 0        | 0     | 0     | 0        | --          | ----  | 10    | 2.0      | 4        | 1           | 0        | 0     | 0        | 0        | 0     | 0        | 2     | 2        | 9.00     | 2.00    |
| 2003       | 阪神       | 17    | 0     | 0     | 0     | 0        | 1     | 1     | 0        | --          | .500  | 75    | 19.1     | 9        | 4           | 9        | 0     | 0        | 19       | 2     | 0        | 8     | 7        | 3.26     | 0.93    |
| 2004       | 阪神       | 2     | 0     | 0     | 0     | 0        | 0     | 0     | 0        | --          | ----  | 7     | 1.0      | 4        | 0           | 0        | 0     | 0        | 1        | 0     | 0        | 4     | 0        | 0.00     | 4.00    |
| 通算：14年 | 通算：14年 | 375   | 18    | 0     | 0     | 0        | 34    | 29    | 83       | --          | .540  | 2514  | 580.1    | 458      | 56          | 352      | 18    | 11       | 594      | 34    | 1        | 246   | 222      | 3.44     | 1.40    |

- 各年度の太字はリーグ最高

### タイトル
- 最優秀救援投手：1回 （1993年）

### 表彰
- ファイアマン賞：1回 （1993年）
- JA全農Go・Go賞：1回 （救援賞：1993年7月）
- 東京ドームMVP：1回 （1992年）
- ヤナセ・ジャイアンツMVP賞：1回 （1993年）

### 記録
初記録
- 初登板：1991年4月18日、対横浜大洋ホエールズ戦（東京ドーム）、6回表に救援登板、2回無失点
- 初セーブ：1991年5月3日、対阪神タイガース戦（東京ドーム）、9回表1死に救援登板・完了、2/3回無失点
- 初勝利：1992年6月10日、対広島東洋カープ戦（広島市民球場）、8回裏に救援登板、2回無失点

その他の記録
- オールスターゲーム出場：1回 （1993年）

### 独立リーグでの投手成績
| 年 度        | 球 団        | 登 板 | 完 投 | 勝 利 | 敗 戦 | セ 丨 ブ | 勝 率 | 打 者 | 投 球 回 | 被 安 打 | 被 本 塁 打 | 与 四 球 | 与 死 球 | 奪 三 振 | 暴 投 | ボ 丨 ク | 失 点 | 自 責 点 | 防 御 率 | W H I P |
| ------------ | ------------ | ----- | ----- | ----- | ----- | -------- | ----- | ----- | -------- | -------- | ----------- | -------- | -------- | -------- | ----- | -------- | ----- | -------- | -------- | ------- |
| 2010         | 大阪         | 14    | 0     | 1     | 0     | 1        | 1.000 | 59    | 14.2     | 12       | 1           | 2        | 0        | 17       | 1     | 0        | 3     | 2        | 1.23     | 0.95    |
| 2016         | 06           | 1     | 0     | 0     | 0     | 0        | ----  | 13    | 2.1      | 4        | 0           | 1        | 0        | 2        | 0     | 0        | 2     | 1        | 3.86     | 2.14    |
| JFBL通算:1年 | JFBL通算:1年 | 14    | 0     | 1     | 0     | 1        | 1.000 | 59    | 14.2     | 12       | 1           | 2        | 0        | 17       | 1     | 0        | 3     | 2        | 1.23     | 0.95    |
| BFL通算:1年  | BFL通算:1年  | 1     | 0     | 0     | 0     | 0        | ----  | 13    | 2.1      | 4        | 0           | 1        | 0        | 2        | 0     | 0        | 2     | 1        | 3.86     | 2.14    |

### 背番号
- 93 （1989年 - 1990年）
- 59 （1991年 - 1994年）
- 24 （1995年 - 1996年）
- 17 （1997年 - 2002年）
- 48 （2003年 - 2005年、2009年 - 2010年、2012年 - 2017年）

## 参考資料
- 矢崎良一『元・巨人: ジャイアンツを去るということ /』ザ・マサダ、1999年。ISBN 491597779X。
- 鷲田康『10.8巨人vs.中日史上最高の決戦』文藝春秋、2013年。ISBN 9784163756400。